# 大村西崖

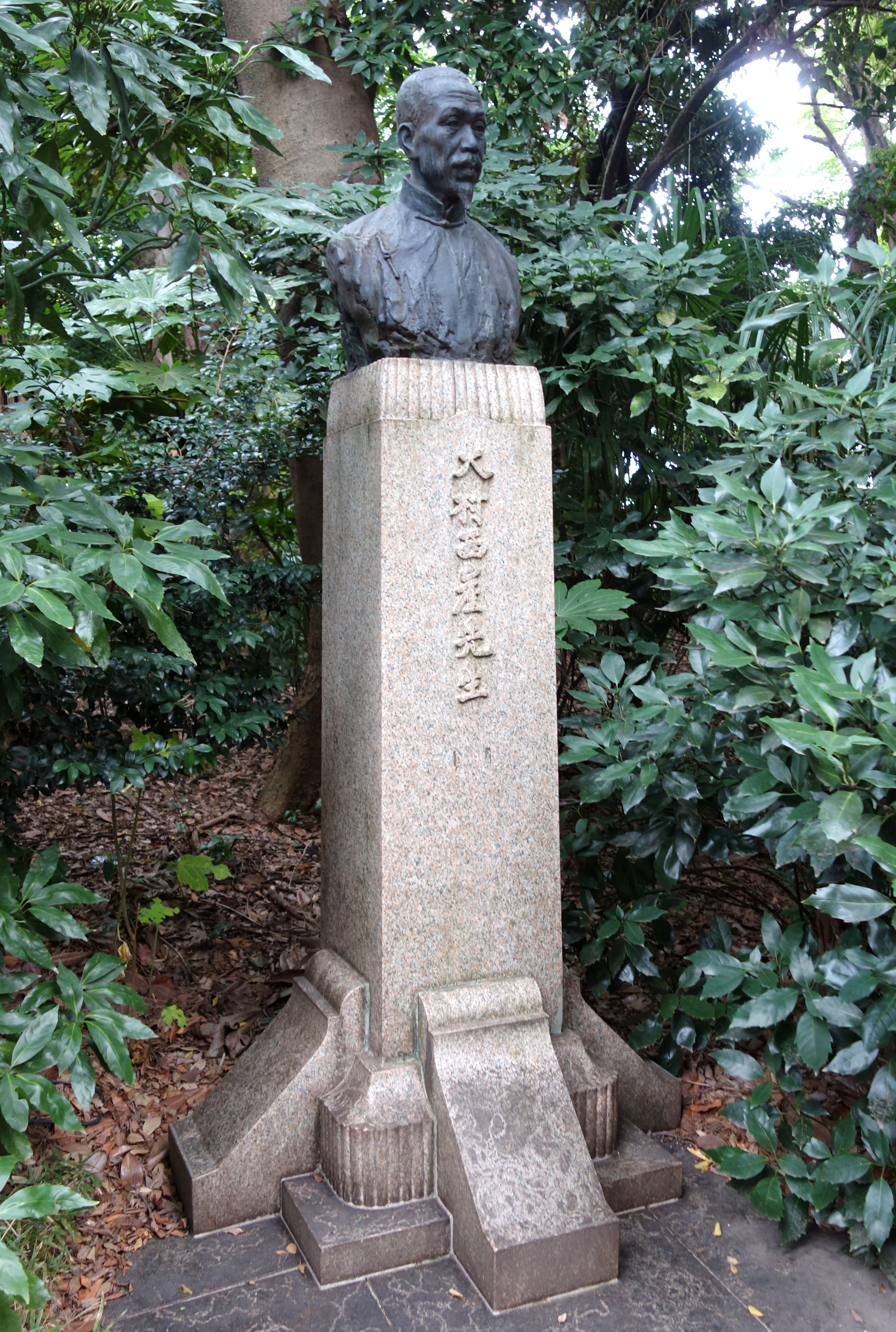
東京藝術大学上野キャンパスにある胸像

大村 西崖（おおむら せいがい、明治元年10月12日（1868年11月25日） - 昭和2年（1927年）3月8日）は、日本の美術史家・美術評論家。幼名は、塩沢峰吉。雅号は、無記庵、など。多数の著書、美術書を刊行した。

## 経歴
駿河国富士郡水戸島村（現在の静岡県富士市）で、塩沢茂三郎の次男として生まれる。庵原郡富士川村岩淵（現・静岡県富士市）の大村桂蔵の養子として、明治25年（1892年）12月19日大村家に入籍。新間雲屏に師事して絵画・彫刻・鑑定を学ぶ。
1893年に東京美術学校彫刻科を卒業（第1回の卒業生であった）後、京都に赴き、教員や雑誌編集者を務める。1896年に母校である東京美術学校の助教授に採用される。一時退職していたが、1898年に復職して、1905年に教授にすすんだ。彫刻、美術、美学、考古学、東洋史、東洋美術史を講じた。1906年には田島志一と審美書院を設立し、東洋美術に関する書籍などを出版した。
「無記庵」の号で『東京日日新聞』に美術批評を寄稿した。帝室博物館監査部彫刻科主任、古社寺保存計画調査員を歴任した。『密教発達志』全5巻により帝国学士院賞を受賞した。
1927年（昭和2年）3月7日、入院先の東京帝国大学附属病院呉内科にて死去。

## 著書・編書
- 『審美綱領』森林太郎同編 春陽堂、1899年6月
- 『東洋美術小史』審美書院、1906年4月
- 『阿育王事蹟』森鷗外共著 春陽堂、1909年1月
- 『支那絵画小史』審美書院、1910年7月
- 『日本絵画小史』審美書院、1910年7月
- 『希臘羅馬諸神伝』全4巻、審美書院、1912年4月
- 『三本両部曼荼羅集』大村西崖編、仏書刊行会、1913年
- 『支那美術史彫塑篇』仏書刊行会図像部、1915年
- 『密教発達志』全5巻、仏書刊行会図像部、1918年
- 『獲古図録』上下巻、だるまや書店、1923年
- 『東洋美術史』図本叢刊会、1925年
- 『東洋美術史』上下巻、田辺孝次共著、平凡社、1933年
- 『近世風俗画史』大村文夫編、宝雲舎、1943年
- 『広日本絵画史』上下巻、大村西崖稿、大村文夫編、宝雲舎、1948年
- 『東洋美術史』風間書房、1950年
- 『密教発達志』大村西崖撰、国書刊行会、1972年
- 『支那美術史雕塑篇』国書刊行会、1972年
- 『三本両部曼荼羅集・御室版高雄曼荼羅』大村西崖編、国書刊行会、1973年
- 『中国美術史彫塑篇』国書刊行会、1980年2月
- 『西崖 中国旅行日記』吉田千鶴子編修、ゆまに書房、2016年1月